# Isla de Drake
Isla de Drake (en inglés: Drake's Island) es una isla de  2,6 hectáreas (6,5 acres ) que se encuentra en Plymouth Sound, el tramo de agua al sur de la ciudad de Plymouth, Devon, Inglaterra. Las rocas que forman la isla son de toba volcánica y lava, junto con caliza marina de mediados del periodo Devónico.
Desde la última parte del siglo XVI la isla fue conocida como la isla de Drake en honor de Sir Francis Drake, el corsario inglés que utilizaba Plymouth como su puerto de partida.
Fue desde aquí que Drake zarpó en 1577, para volver en 1580 después de dar la vuelta al mundo, mientras que en 1583, Drake fue nombrado gobernador de la isla. Desde 1549 la isla comenzó a ser fortificada para la defensa en contra de los franceses y españoles, con cuarteles para 300 hombres que se construyeron en la isla en el siglo XVI.